# Richard Hart (curling)
Pour l’article homonyme, voir Richard Hart.
Richard Hart, né le 14 octobre 1968 à Toronto, est un joueur canadien de curling notamment médaillé d'argent olympique en 1998 et champion du monde en 2007.

## Biographie
Richard participe aux Jeux olympiques d'hiver de 1998, à Nagano au Japon, avec le capitaine Mike Harris ainsi que George Karrys, Collin Mitchell et Paul Savage. Il est médaillé d'argent après une défaite contre la Suisse en finale. Il rejoint ensuite l'équipe du capitaine Glenn Howard, avec qui il est champion du monde en 2007. En dehors du curling, Harris travaille en tant que manager pour une compagnie d'électricité. 